# Poutník (pivo)
Poutník je pivo plzeňského typu vařené v pelhřimovském pivovaru Poutník. Jedná se o nepasterované pivo vyráběné klasickou technologií. Základní suroviny pro jeho výrobu tvoří voda pramenící v kopci Křemešník, český ječný slad a žatecký chmel.

## Druhy piva
- Světlé výčepní 10°
- Světlý ležák 11°
- Světlý ležák premium 12°
- Speciální 14° – toto pivo se vaří pouze na Velikonoce, Vánoce a při zvláštních příležitostech.

Všechna piva jsou stáčena do NRW lahví a Keg sudů.